# Editora Abril
Editora Abril (Éditions Abril) est un groupe de presse brésilien. Fondé en 1950 par Victor Civita, il constitue le cœur de métier et l'origine du groupe Abril. Son siège social se trouve au Birmann 21, dans la ville de São Paulo. La société jouit d'une grande réputation au Brésil et est devenue une institution dans le pays.
Le magazine « fleuron » du groupe, l'hebdomadaire Veja, est le troisième plus important magazine d'actualité dans le monde en termes de tirage et le plus important en dehors des États-Unis. Veja couvre l'actualité de l'Amérique latine et du monde entier dans les domaines de la politique, l'économie et la culture, tandis que le site Internet veja.com compte 2,2 millions de visiteurs uniques et 22,1 millions de pages vues par mois (2010).
Le groupe est par ailleurs présent tant dans la presse automobile, avec des titres tels que Quatro Rodas, le guide Quatro Rodas et Viagem & Turismo, que la presse sportive avec la revue Placar, la presse masculine avec les revues Playboy, Vip et Men's Health. Le groupe possède également plusieurs titres de presse féminine : le magazine pour adolescents Capricho, le magazine de mode Manequim, et les magazines Claudia, Nova et Elle. 
Le 8 juin 2018, Editora Abril confirme l'arrêt des publications des bandes dessinées Disney éditée depuis les années 1950. 

## Publications
- Veja, Veja São Paulo, Veja Rio
- Abril Coleções
- Almanaque Abril
- Ana Maria
- Arquitetura & Construção
- Aventuras na História
- Boa Forma
- Bons Fluidos
- Bravo!
- Capricho
- Casa Claudia
- Claudia
- Contigo!
- Elle
- Estilo
- Exame, Exame PME
- Gloss
- Guia do Estudante
- Guia Quatro Rodas
- Info
- Lola
- Loveteen
- Manequim
- Máxima
- Men's Health
- Minha Casa, Minha Novela
- Mundo Estranho
- National Geographic Brasil
- Nova, Nova Escola
- Placar
- Playboy
- Quatro Rodas
- Revista A
- Runner's World
- Saúde! É vital
- Sou + Eu
- Superinteressante
- Tititi
- Viagem e Turismo
- Vida Simples
- Vip
- Viva! Mais
- Você RH, Você S/A
- Women's Health

## Publications Disney
- Mickey
- Pato Donald
- Tio Patinhas
- Zé Carioca